# 克里斯·牛顿
克里斯·牛頓（Chris Newton，1973年9月29日—）生于米德爾斯堡，是一名英国男子自行车运动员。曾参加1996年、2000年、2004年和2008年四届奥运，共收获一枚银牌和两枚铜牌。